# Upplands runinskrifter Fv1975;169
Upplands runinskrifter Fv1975;169 är en vikingatida runsten av gnejs i Borresta, Orkesta socken och Vallentuna kommun. Runstenen är 2 meter hög och 1,5 meter bred. Runhöjden är 8-10 centimeter. Stenen är spräckt och lagad. Runslingan är skadad och hela stenens yta är flagad och vittrad. Den påträffades och restes på platsen 1974-75.

## Inskriften
Translitterering av runraden:
...---... ...-- -hulf(r)iþ/hulf(r)iþ ris-- (s)t- × iftiʀ utr × bruþur s...-
Normalisering till runsvenska:
... ... [I]gulfriðr/Holmfriðr ræis[ti] st[æin] æftiʀ Utr, broður s[inn].
Översättning till nusvenska:
... Igulfrid/Holmfrid reste stenen efter Utr, hennes bror.